# Magnesiobermanita
La magnesiobermanita és un mineral de la classe dels fosfats.

## Característiques
La magnesiobermanita és un fosfat de fórmula química MgMn³⁺₂(PO₄)₂(OH)₂(H₂O)₄. Va ser aprovada com a espècie vàlida per l'Associació Mineralògica Internacional l'any 2018, sent publicada per primera vegada el 2021. Cristal·litza en el sistema monoclínic.
L'exemplar que va servir per a determinar l'espècie, el que es coneix com a material tipus, es troba conservat a les col·leccions mineralògiques del Museu d'Austràlia Meridional, a Adelaida, Austràlia, amb el número de registre: g34762.

## Formació i jaciments
Va ser descoberta a les pegmatites de la mina de feldespat White Rock, a la Old Boolcoomata Station, dins la província d'Olary (Austràlia Meridional, Austràlia), on es troba en forma de cristalls maclats, de fulles a tabulars de fins a 0,3 mm de llarg, formant agregats de fins a 1,2 mm de diàmetre. Aquest indret és l'únic a tot el planeta on ha estat descrita aquesta espècie mineral.